# Davtashen
Davtashen (Armeens: Դավթաշեն վարչական շրջան, Davtašen varčakan šrĵan) is een van de 12 administratieve districten van de Armeense hoofdstad Jerevan.

## Ligging
Davtashen is met een oppervlakte van 6,47 km² het tweede kleinste district van de stad en ligt in het noorden aan de rechteroever van de rivier Hrazdan. Het district grenst aan de districten Ajapnyak en Arabkir in het zuiden en de provincie Kotajk in het noorden.

## Fotogalerij

Panoramisch zicht op het district Davtashen

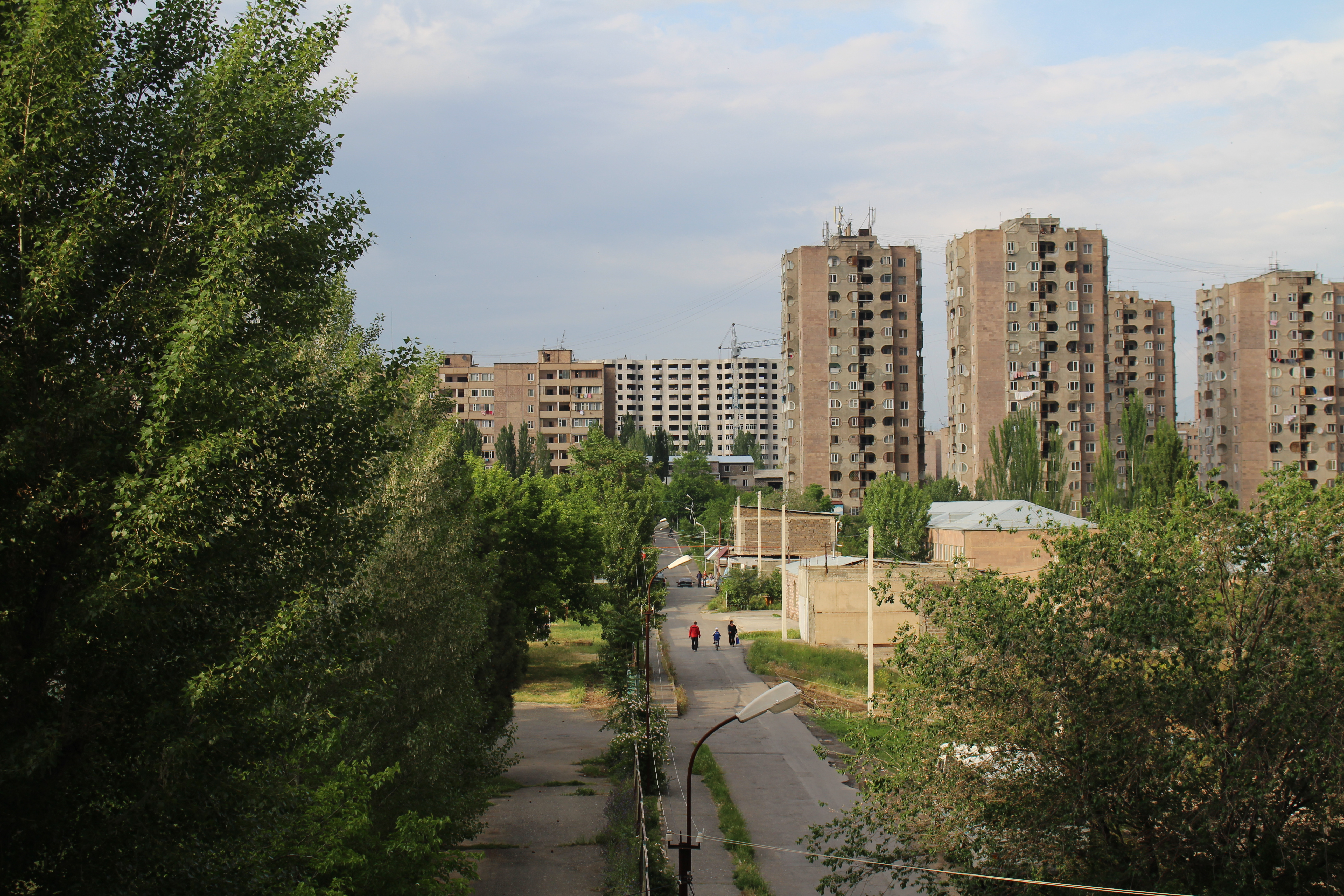
Woonblokken uit het Sovjettijdperk
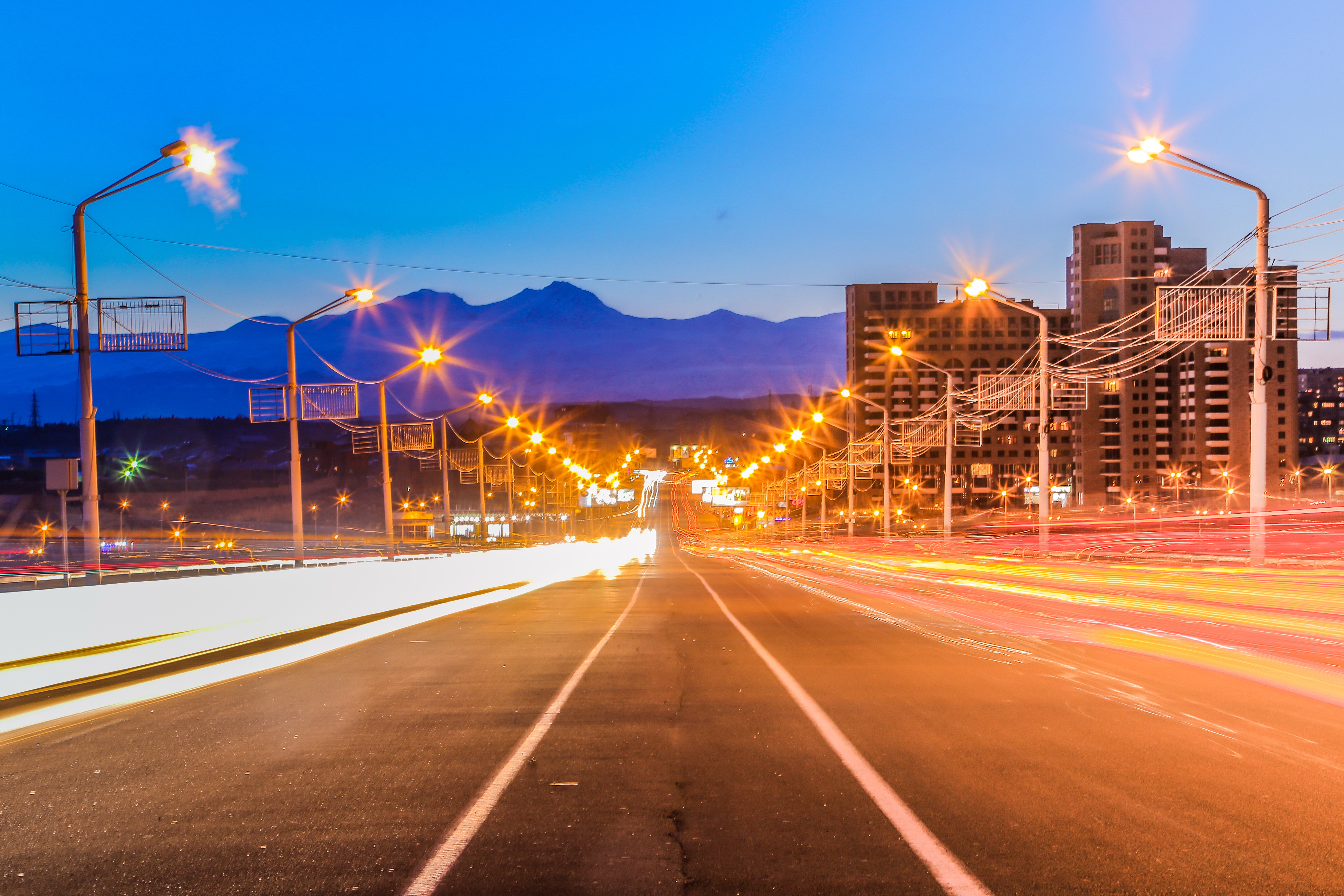
De Davtashenbrug
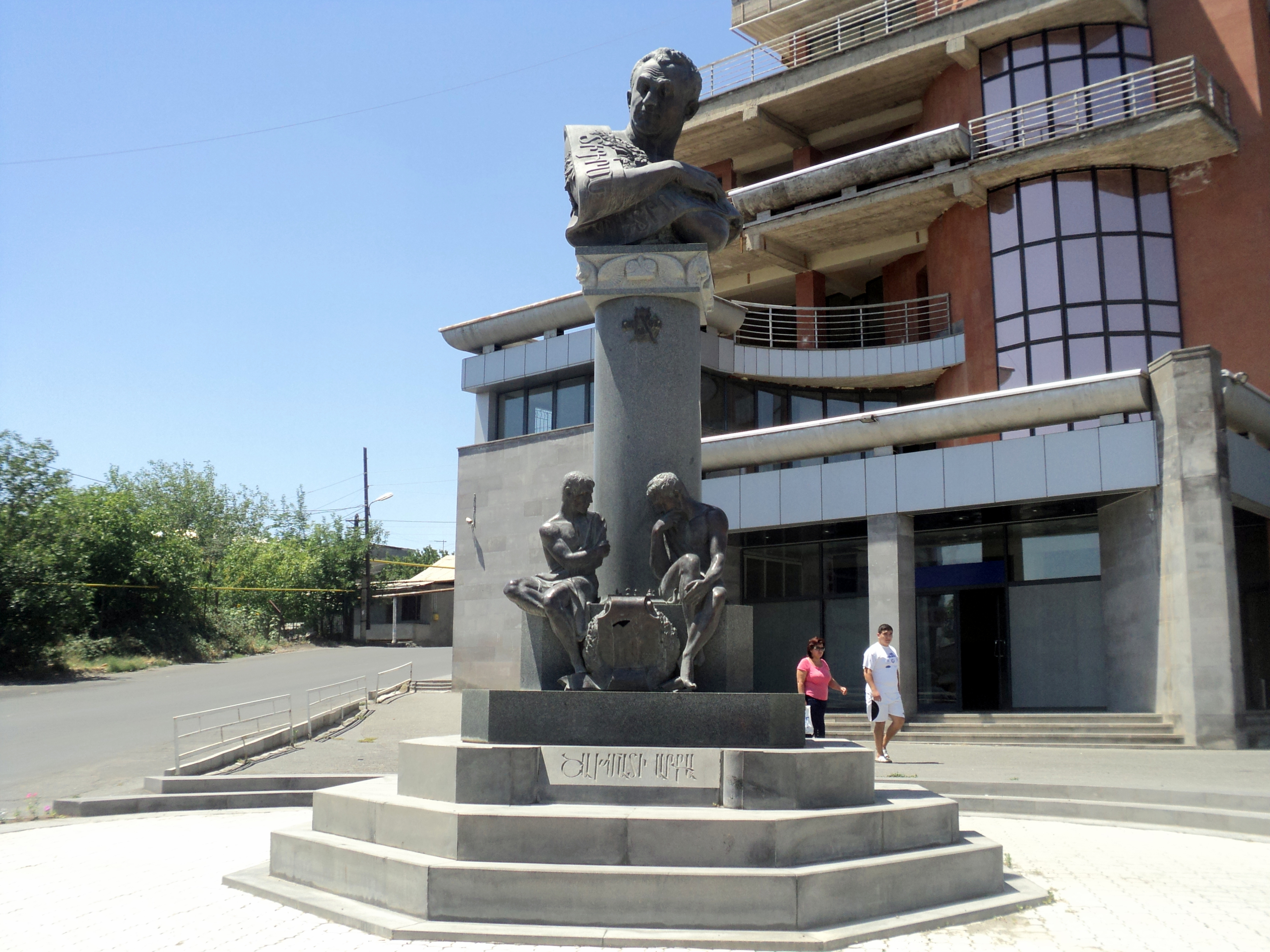
Het standbeeld van Tigran Petrosjan in de gelijknamige straat
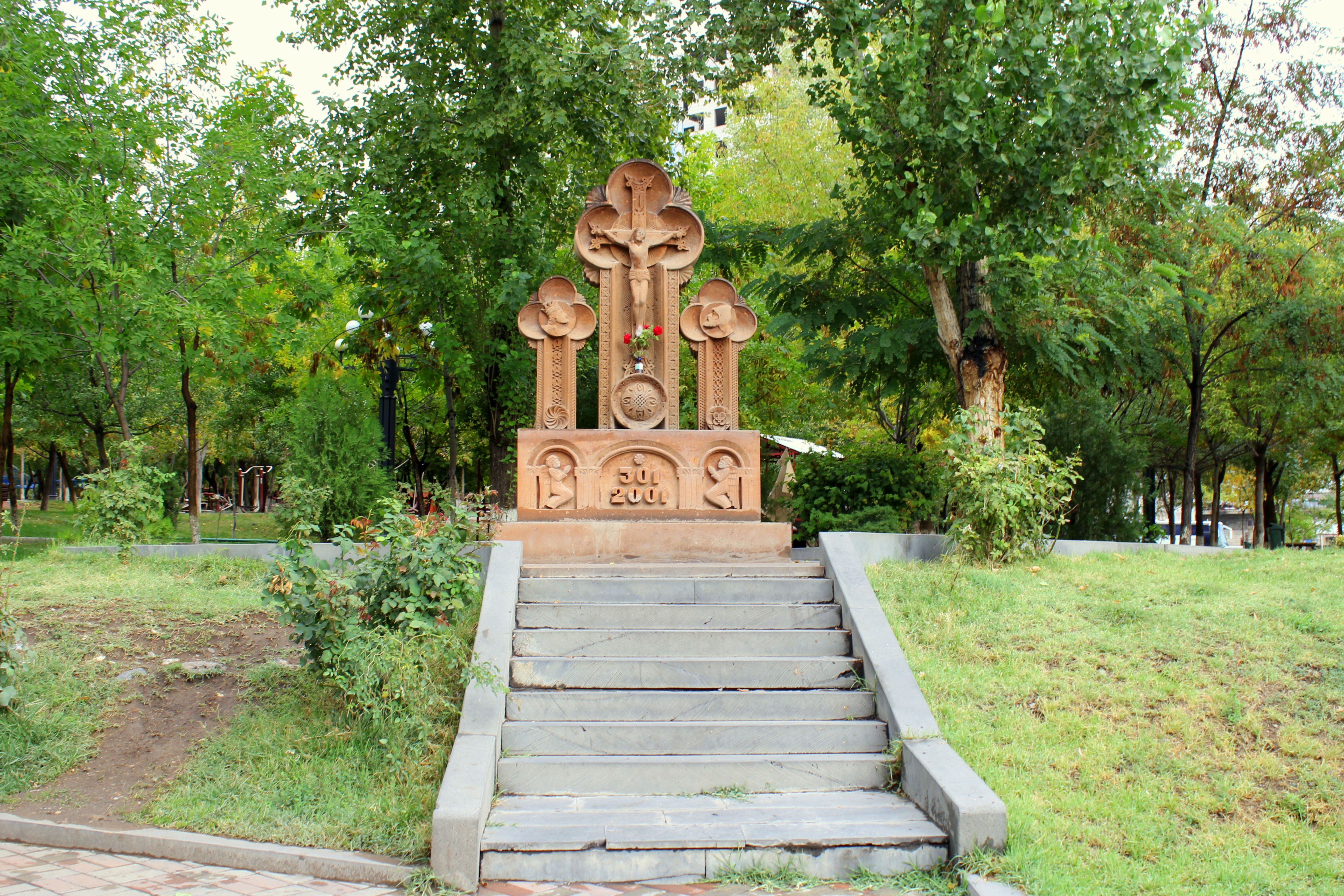
Khachkar ter ere van de 1700ste verjaardag van het christendom in Armenië

Ajapnyak ·
Arabkir ·
Avan ·
Davtashen ·
Ereboeni ·
Kanaker-Zeytun ·
Kentron ·
Malatia-Sebastia ·
Nor-Nork ·
Nork-Marash ·
Nubarashen ·
Shengavit